# Dypsis tsaravoasira
Dypsis tsaravoasira – gatunek palmy z rzędu arekowców (Arecales). Występuje endemicznie na Madagaskarze, w prowincjach Antsiranana oraz Toamasina. Można go spotkać w parkach narodowych Mananara Nord i Marojejy. Znane są tylko 2-5 jego naturalne stanowiska.
Rośnie w bioklimacie wilgotnym. Występuje na wysokości do 1500 m n.p.m.
Serce palmy tego gatunku jest jadalne.